# Euderces dimidiatipennis
Euderces dimidiatipennis là một loài bọ cánh cứng trong họ Cerambycidae.